# Выборы в Московскую городскую думу (2001)
Выборы в Московскую городскую думу третьего созыва состоялись 16 декабря 2001 года. Выборы проходили по мажоритарной системе в 35 одномандатных округах.
Каждый шестой кандидат был зарегистрирован на основании избирательного залога (сумма которого 450 тысяч рублей). Отмечались заметный рост роли административного ресурса по сравнению с предыдущими выборами и понимание потенциальными кандидатами того, что «борьба бесполезна, — всё решено заранее».
В выборах участвовали 25 действующих депутатов, 22 из них были переизбраны на новый срок.
Городская избирательная комиссия потратила на проведение выборов 121 миллион рублей.

## До выборов
О желании выдвигаться в депутаты заявлял журналист Сергей Доренко, отказавшийся от участия за месяц до выборов, мотивировав это тем, что ему был вынесен приговор за хулиганство. Он собирался создать и возглавить коалицию  «В защиту Путина — Лужкова».
5 ноября 2001 года лидеры формирующейся партии власти «Единая Россия», а также руководство «Союза правых сил» и «Яблока» — Шойгу, Лужков, Немцов, и Явлинский — подписали совместное обращение, в котором заявили о своём желании представить единый список кандидатов в депутаты городской думы. По словам мэра Москвы Лужкова, «по существу, это первый в истории новой России опыт консолидации различных политических партий в преддверии выборов». Из 35 округов в 33 победили кандидаты, входившие в этот «список четырёх».

## Результаты выборов

### Округ № 1
| Кандидат         | Партия                                | Результат | Результат | Результат |
| Кандидат         | Партия                                | голоса    | в %       | место     |
| ---------------- | ------------------------------------- | --------- | --------- | --------- |
| Сергей Гончаров  | самовыдвижение (член «Единой России») | 24 849    | 48,63     | 1         |
| Наталия Бородина | «Яблоко»                              | 11 550    | 22,61     | 2         |
| Сергей Бочаров   | самовыдвижение                        | 6 527     | 12,77     | 3         |
| Павел Терциев    | ЛДПР                                  | 809       | 1,58      | 4         |
|                  | против всех                           | 5 960     | 11,66     |           |

### Округ № 2
| Кандидат                | Партия            | Результат | Результат | Результат |
| Кандидат                | Партия            | голоса    | в %       | место     |
| ----------------------- | ----------------- | --------- | --------- | --------- |
| Михаил Москвин-Тарханов | «Союз правых сил» | 14 399    | 27,39     | 1         |
| Елена Карпухина         | КПРФ              | 12 484    | 23,75     | 2         |
| Анатолий Андрющенко     | самовыдвижение    | 6 522     | 12,41     | 3         |
| Ирина Боцу              | самовыдвижение    | 5 365     | 10,21     | 4         |
| Ксения Назарова         | самовыдвижение    | 2 823     | 5,37      | 5         |
| Вадим Казаченко         | ЛДПР              | 2 040     | 3,88      | 6         |
|                         | против всех       | 7 396     | 14,07     |           |

### Округ № 3
| Кандидат          | Партия                                | Результат | Результат | Результат |
| Кандидат          | Партия                                | голоса    | в %       | место     |
| ----------------- | ------------------------------------- | --------- | --------- | --------- |
| Инна Святенко     | самовыдвижение (член «Единой России») | 18 262    | 30,13     | 1         |
| Александр Шабалов | самовыдвижение                        | 15 016    | 24,77     | 2         |
| Игорь Шаповалов   | самовыдвижение                        | 7 208     | 11,89     | 3         |
| Владимир Родионов | КПРФ                                  | 5 225     | 8,62      | 4         |
| Максим Третьюхин  | РПОО анархистов                       | 1 888     | 3,11      | 5         |
| Олег Чирков       | самовыдвижение                        | 1 766     | 2,91      | 6         |
|                   | против всех                           | 8 735     | 14,41     |           |

### Округ № 4
| Кандидат        | Партия                                | Результат | Результат | Результат |
| Кандидат        | Партия                                | голоса    | в %       | место     |
| --------------- | ------------------------------------- | --------- | --------- | --------- |
| Игорь Антонов   | самовыдвижение (член «Единой России») | 35 865    | 58,95     | 1         |
| Елена Гусева    | «Союз правых сил»                     | 7 209     | 11,85     | 2         |
| Марк Антонов    | самовыдвижение                        | 4 114     | 6,76      | 3         |
| Владимир Шмелёв | «Мы — первое свободное поколение»     | 3 042     | 5         | 4         |
| Леонид Бесов    | самовыдвижение                        | 1 336     | 2,2       | 5         |
|                 | против всех                           | 7 499     | 12,33     |           |

### Округ № 5
| Кандидат        | Партия                                | Результат | Результат | Результат |
| Кандидат        | Партия                                | голоса    | в %       | место     |
| --------------- | ------------------------------------- | --------- | --------- | --------- |
| Сергей Осадчий  | самовыдвижение (член «Единой России») | 39 765    | 63,07     | 1         |
| Пётр Звягинцев  | КПРФ                                  | 8 031     | 12,74     | 2         |
| Сергей Дегтярёв | самовыдвижение                        | 4 011     | 6,36      | 3         |
| Андрей Кобозев  | самовыдвижение                        | 1 104     | 1,75      | 4         |
|                 | против всех                           | 7 181     | 11,39     |           |

### Округ № 6
| Кандидат          | Партия            | Результат | Результат | Результат |
| Кандидат          | Партия            | голоса    | в %       | место     |
| ----------------- | ----------------- | --------- | --------- | --------- |
| Ирина Рукина      | «Союз правых сил» | 18 018    | 33,67     | 1         |
| Александр Андреев | самовыдвижение    | 12 338    | 23,06     | 2         |
| Юрий Котов        | КПРФ              | 7 899     | 14,76     | 3         |
| Владимир Яценко   | самовыдвижение    | 5 766     | 10,78     | 4         |
| Шамун Кагерманов  | самовыдвижение    | 979       | 1,83      | 5         |
|                   | против всех       | 5 875     | 10,98     |           |

### Округ № 7
| Кандидат                  | Партия         | Результат | Результат | Результат |
| Кандидат                  | Партия         | голоса    | в %       | место     |
| ------------------------- | -------------- | --------- | --------- | --------- |
| Галина Хованская          | «Яблоко»       | 30 068    | 49,10     | 1         |
| Никитин Сергей Викторович | КПРФ           | 15 708    | 25,20     | 2         |
| Андрей Кузнецов           | самовыдвижение | 7 014     | 11,25     | 3         |
|                           | против всех    | 7 278     | 11,67     |           |

### Округ № 8
| Кандидат           | Партия                                | Результат | Результат | Результат |
| Кандидат           | Партия                                | голоса    | в %       | место     |
| ------------------ | ------------------------------------- | --------- | --------- | --------- |
| Владимир Васильев  | самовыдвижение (член «Единой России») | 34 966    | 60,67     | 1         |
| Светлана Кукушкина | самовыдвижение                        | 8 397     | 14,57     | 2         |
| Анна Лисичкина     | самовыдвижение                        | 4 447     | 7,72      | 3         |
|                    | против всех                           | 7 626     | 13,23     |           |

### Округ № 9
| Кандидат           | Партия         | Результат | Результат | Результат |
| Кандидат           | Партия         | голоса    | в %       | место     |
| ------------------ | -------------- | --------- | --------- | --------- |
| Татьяна Портнова   | самовыдвижение | 23 283    | 38,93     | 1         |
| Сергей Медведев    | самовыдвижение | 12 556    | 20,99     | 2         |
| Илья Софронов      | КПРФ           | 5 390     | 9,01      | 3         |
| Ирина Заседателева | самовыдвижение | 5 013     | 8,38      | 4         |
| Любовь Адамская    | самовыдвижение | 3 902     | 6,52      | 5         |
| Сергей Лебедев     | самовыдвижение | 1 334     | 2,23      | 6         |
|                    | против всех    | 6 605     | 11,04     |           |

### Округ № 10
| Кандидат           | Партия                                | Результат | Результат | Результат |
| Кандидат           | Партия                                | голоса    | в %       | место     |
| ------------------ | ------------------------------------- | --------- | --------- | --------- |
| Иван Новицкий      | «Союз правых сил»                     | 27 818    | 44,44     | 1         |
| Валерий Шапошников | самовыдвижение (член «Единой России») | 14 339    | 22,91     | 2         |
| Георгий Ситников   | КПРФ                                  | 12 097    | 19,32     | 3         |
|                    | против всех                           | 6 368     | 10,17     |           |

### Округ № 11
| Кандидат         | Партия         | Результат | Результат | Результат |
| Кандидат         | Партия         | голоса    | в %       | место     |
| ---------------- | -------------- | --------- | --------- | --------- |
| Александр Крутов | самовыдвижение | 21 020    | 37,52     | 1         |
| Андрей Бабушкин  | «Яблоко»       | 15 052    | 26,87     | 2         |
| Николай Зубрилин | КПРФ           | 9 451     | 16,87     | 3         |
|                  | против всех    | 8 472     | 15,12     |           |

### Округ № 12
| Кандидат            | Партия         | Результат | Результат | Результат |
| Кандидат            | Партия         | голоса    | в %       | место     |
| ------------------- | -------------- | --------- | --------- | --------- |
| Валентина Присяжнюк | «Яблоко»       | 31 512    | 54,96     | 1         |
| Андрей Кассиров     | КПРФ           | 10 703    | 18,67     | 2         |
| Татьяна Аристова    | самовыдвижение | 7 145     | 12,46     | 3         |
|                     | против всех    | 6 435     | 11,22     |           |

### Округ № 13
| Кандидат            | Партия                                | Результат | Результат | Результат |
| Кандидат            | Партия                                | голоса    | в %       | место     |
| ------------------- | ------------------------------------- | --------- | --------- | --------- |
| Виталий Ковалевский | самовыдвижение                        | 14 048    | 29,45     | 1         |
| Пётр Покревский     | «Союз правых сил»                     | 8 959     | 18,78     | 2         |
| Юрий Полянин        | самовыдвижение (член «Единой России») | 6 046     | 12,68     | 3         |
| Владимир Иванов     | ЛДПР                                  | 4 730     | 9,92      | 4         |
| Николай Буховец     | самовыдвижение                        | 3 606     | 7,56      | 5         |
| Сергей Колотнев     | КПРФ                                  | 2 347     | 4,92      | 6         |
|                     | против всех                           | 6 451     | 13,53     |           |

### Округ № 14
| Кандидат          | Партия                                | Результат | Результат | Результат |
| Кандидат          | Партия                                | голоса    | в %       | место     |
| ----------------- | ------------------------------------- | --------- | --------- | --------- |
| Андрей Метельский | самовыдвижение (член «Единой России») | 24 446    | 45,30     | 1         |
| Ирина Осокина     | «Яблоко»                              | 8 609     | 15,95     | 2         |
| Сергей Карпухин   | самовыдвижение                        | 6 952     | 12,88     | 3         |
| Людмила Богачёва  | самовыдвижение                        | 4 793     | 8,88      | 4         |
| Юрий Чубар        | ЛДПР                                  | 1 181     | 2,19      | 5         |
|                   | против всех                           | 6 453     | 11,96     |           |

### Округ № 15
| Кандидат           | Партия                                | Результат | Результат | Результат |
| Кандидат           | Партия                                | голоса    | в %       | место     |
| ------------------ | ------------------------------------- | --------- | --------- | --------- |
| Вера Степаненко    | «Яблоко»                              | 13 450    | 28,25     | 1         |
| Алексей Чесноков   | самовыдвижение                        | 10 069    | 21,01     | 2         |
| Александр Булгаков | КПРФ                                  | 6 502     | 13,57     | 3         |
| Игорь Антонов      | самовыдвижение                        | 5 583     | 11,65     | 4         |
| Константин Глодев  | самовыдвижение (член «Единой России») | 2 816     | 5,88      | 5         |
|                    | против всех                           | 7 147     | 14,91     |           |

### Округ № 16
| Кандидат                  | Партия         | Результат | Результат | Результат |
| Кандидат                  | Партия         | голоса    | в %       | место     |
| ------------------------- | -------------- | --------- | --------- | --------- |
| Сергей Локтионов          | самовыдвижение | 25 570    | 49,22     | 1         |
| Назаров Юрий Владимирович | КПРФ           | 9 569     | 18,42     | 2         |
| Александр Молохов         | самовыдвижение | 8 918     | 17,17     | 3         |
|                           | против всех    | 5 636     | 10,85     |           |

### Округ № 17
| Кандидат           | Партия            | Результат | Результат | Результат |
| Кандидат           | Партия            | голоса    | в %       | место     |
| ------------------ | ----------------- | --------- | --------- | --------- |
| Людмила Стебенкова | «Союз правых сил» | 53 699    | 73,48     | 1         |
| Андрей Лычаков     | РПОО анархистов   | 4 501     | 6,16      | 2         |
| Нина Кузнецова     | самовыдвижение    | 2 826     | 3,87      | 3         |
|                    | против всех       | 9 966     | 13,64     |           |

### Округ № 18
| Кандидат            | Партия                                | Результат | Результат | Результат |
| Кандидат            | Партия                                | голоса    | в %       | место     |
| ------------------- | ------------------------------------- | --------- | --------- | --------- |
| Геннадий Лобок      | самовыдвижение                        | 28 133    | 46,13     | 1         |
| Владимир Костюченко | КПРФ                                  | 15 553    | 25,50     | 2         |
| Михаил Ильин        | самовыдвижение (член «Единой России») | 5 987     | 9,82      | 3         |
|                     | против всех                           | 8 501     | 13,94     |           |

### Округ № 19
| Кандидат           | Партия                                | Результат | Результат | Результат |
| Кандидат           | Партия                                | голоса    | в %       | место     |
| ------------------ | ------------------------------------- | --------- | --------- | --------- |
| Сергей Турта       | самовыдвижение (член «Единой России») | 36 789    | 55,90     | 1         |
| Елизавета Макарова | самовыдвижение                        | 8 120     | 12,34     | 2         |
| Елена Гуличёва     | «Яблоко»                              | 6 290     | 9,56      | 3         |
| Вадим Артамонов    | ЛДПР                                  | 2 916     | 4,43      | 4         |
|                    | против всех                           | 9 175     | 13,94     |           |

### Округ № 20
| Кандидат          | Партия                                | Результат | Результат | Результат |
| Кандидат          | Партия                                | голоса    | в %       | место     |
| ----------------- | ------------------------------------- | --------- | --------- | --------- |
| Михаил Антонцев   | самовыдвижение (член «Единой России») | 29 899    | 44,74     | 1         |
| Марк Васильев     | самовыдвижение                        | 9 237     | 13,82     | 2         |
| Владимир Рабников | «Яблоко»                              | 7 773     | 11,63     | 3         |
| Юрий Каминский    | самовыдвижение                        | 5 890     | 8,81      | 4         |
|                   | против всех                           | 11 601    | 17,36     |           |

### Округ № 21
| Кандидат           | Партия                                | Результат | Результат | Результат |
| Кандидат           | Партия                                | голоса    | в %       | место     |
| ------------------ | ------------------------------------- | --------- | --------- | --------- |
| Степан Орлов       | самовыдвижение (член «Единой России») | 40 527    | 53,14     | 1         |
| Михаил Вирин       | самовыдвижение (член «Единой России») | 8 006     | 10,50     | 2         |
| Владимир Емельянов | самовыдвижение                        | 6 189     | 8,12      | 3         |
| Светлана Носова    | самовыдвижение                        | 6 162     | 8,08      | 4         |
| Владимир Машкин    | самовыдвижение                        | 3 537     | 4,64      | 5         |
| Константин Морозов | самовыдвижение                        | 1 530     | 2,01      | 6         |
|                    | против всех                           | 8 827     | 11,57     |           |

### Округ № 22
| Кандидат          | Партия                                | Результат | Результат | Результат |
| Кандидат          | Партия                                | голоса    | в %       | место     |
| ----------------- | ------------------------------------- | --------- | --------- | --------- |
| Евгений Балашов   | самовыдвижение (член «Единой России») | 37 877    | 58,94     | 1         |
| Владимир Гаврилов | КПРФ                                  | 12 296    | 19,13     | 2         |
|                   | против всех                           | 10 687    | 16,63     |           |

### Округ № 23
| Кандидат           | Партия                                | Результат | Результат | Результат |
| Кандидат           | Партия                                | голоса    | в %       | место     |
| ------------------ | ------------------------------------- | --------- | --------- | --------- |
| Юрий Попов         | самовыдвижение                        | 20 450    | 32,27     | 1         |
| Олег Сотников      | самовыдвижение (член «Единой России») | 11 093    | 17,51     | 2         |
| Владимир Беляев    | СДПР                                  | 6 332     | 9,99      | 3         |
| Николай Таранев    | КПРФ                                  | 6 108     | 9,64      | 4         |
| Александр Капустин | самовыдвижение (член «Единой России») | 3 341     | 5,27      | 5         |
| Наталья Облецова   | самовыдвижение                        | 3 176     | 5,01      | 6         |
| Сергей Новиков     | самовыдвижение                        | 2 756     | 4,37      | 7         |
| Артур Савелов      | самовыдвижение                        | 1 241     | 1,96      | 8         |
|                    | против всех                           | 7 177     | 11,33     |           |

### Округ № 24
| Кандидат            | Партия         | Результат | Результат | Результат |
| Кандидат            | Партия         | голоса    | в %       | место     |
| ------------------- | -------------- | --------- | --------- | --------- |
| Олег Бочаров        | самовыдвижение | 47 516    | 80,24     | 1         |
| Александр Стрижанов | самовыдвижение | 5 025     | 8,49      | 2         |
|                     | против всех    | 5 596     | 9,45      |           |

### Округ № 25
| Кандидат           | Партия                                | Результат | Результат | Результат |
| Кандидат           | Партия                                | голоса    | в %       | место     |
| ------------------ | ------------------------------------- | --------- | --------- | --------- |
| Дмитрий Катаев     | «Союз правых сил»                     | 16 006    | 30,43     | 1         |
| Андрей Щербина     | самовыдвижение (член «Единой России») | 10 412    | 19,80     | 2         |
| Владимир Роднин    | КПРФ                                  | 10 200    | 19,39     | 3         |
| Сергей Михин       | самовыдвижение                        | 4 460     | 8,48      | 4         |
| Сергей Заграевский | самовыдвижение (член «Единой России») | 1 958     | 3,72      | 5         |
| Владимир Кишинец   | самовыдвижение                        | 1 805     | 3,43      | 6         |
|                    | против всех                           | 6 266     | 11,91     |           |

### Округ № 26
| Кандидат            | Партия         | Результат | Результат | Результат |
| Кандидат            | Партия         | голоса    | в %       | место     |
| ------------------- | -------------- | --------- | --------- | --------- |
| Михаил Вышегородцев | самовыдвижение | 36 295    | 58,37     | 1         |
| Руслан Хрусталёв    | КПРФ           | 9 488     | 15,26     | 2         |
| Геннадий Пчельников | самовыдвижение | 5 074     | 8,16      | 3         |
| Владимир Кузин      | самовыдвижение | 3 361     | 5,41      | 4         |
|                     | против всех    | 6 465     | 10,40     |           |

### Округ № 27
| Кандидат         | Партия                                | Результат | Результат | Результат |
| Кандидат         | Партия                                | голоса    | в %       | место     |
| ---------------- | ------------------------------------- | --------- | --------- | --------- |
| Владимир Груздев | самовыдвижение (член «Единой России») | 31 983    | 53,17     | 1         |
| Андрей Широков   | самовыдвижение                        | 9 942     | 16,53     | 2         |
| Георгий Буславин | «Яблоко»                              | 8 089     | 13,45     | 3         |
| Геннадий Широков | самовыдвижение                        | 1 824     | 3,03      | 4         |
|                  | против всех                           | 7 022     | 11,67     |           |

### Округ № 28
| Кандидат           | Партия                                | Результат | Результат | Результат |
| Кандидат           | Партия                                | голоса    | в %       | место     |
| ------------------ | ------------------------------------- | --------- | --------- | --------- |
| Виктор Волков      | самовыдвижение (член «Единой России») | 13 230    | 20,55     | 1         |
| Михаил Громов      | самовыдвижение                        | 12 543    | 19,48     | 2         |
| Александр Буздаков | самовыдвижение                        | 11 452    | 17,79     | 3         |
| Дмитрий Шестаков   | самовыдвижение (член «Единой России») | 8 579     | 13,33     | 4         |
| Александр Степовой | «Союз правых сил»                     | 4 174     | 6,48      | 5         |
| Владимир Рудаков   | самовыдвижение                        | 691       | 1,07      | 6         |
|                    | против всех                           | 10 865    | 16,88     |           |

### Округ № 29
| Кандидат          | Партия            | Результат | Результат | Результат |
| Кандидат          | Партия            | голоса    | в %       | место     |
| ----------------- | ----------------- | --------- | --------- | --------- |
| Владимир Платонов | «Союз правых сил» | 34 246    | 59,53     | 1         |
| Виктор Анпилов    | КПРФ              | 11 634    | 20,22     | 2         |
| Андрей Прияткин   | самовыдвижение    | 1 391     | 2,42      | 3         |
|                   | против всех       | 8 460     | 14,71     |           |

### Округ № 30
| Кандидат             | Партия                                      | Результат | Результат | Результат |
| Кандидат             | Партия                                      | голоса    | в %       | место     |
| -------------------- | ------------------------------------------- | --------- | --------- | --------- |
| Александр Тарнавский | самовыдвижение (член «Единой России»)       | 24 128    | 41,52     | 1         |
| Леонид Ольшанский    | самовыдвижение                              | 11 885    | 20,45     | 2         |
| Алексей Сулоев       | самовыдвижение                              | 5 731     | 9,86      | 3         |
| Олег Шматов          | Российская объединённая промышленная партия | 3 735     | 6,43      | 4         |
| Евгений Янковский    | самовыдвижение                              | 1 399     | 2,41      | 5         |
|                      | против всех                                 | 8 986     | 15,46     |           |

### Округ № 31
| Кандидат            | Партия                                | Результат | Результат | Результат |
| Кандидат            | Партия                                | голоса    | в %       | место     |
| ------------------- | ------------------------------------- | --------- | --------- | --------- |
| Евгений Герасимов   | самовыдвижение (член «Единой России») | 12 786    | 24,01     | 1         |
| Ольга Сергеева      | РКРП                                  | 7 319     | 13,74     | 2         |
| Сергей Бочков       | самовыдвижение                        | 6 524     | 12.25     | 3         |
| Евгений Шеваловский | самовыдвижение                        | 4 444     | 8,34      | 4         |
| Юрий Загребной      | самовыдвижение                        | 4 356     | 8,18      | 5         |
| Вадим Истомин       | самовыдвижение                        | 3 701     | 6,95      | 6         |
| Светлана Силкина    | самовыдвижение                        | 2 694     | 5,06      | 7         |
| Александр Герасимов | самовыдвижение                        | 2 124     | 3,99      | 8         |
|                     | против всех                           | 7 902     | 14,84     |           |

### Округ № 32
| Кандидат            | Партия                | Результат | Результат | Результат |
| Кандидат            | Партия                | голоса    | в %       | место     |
| ------------------- | --------------------- | --------- | --------- | --------- |
| Евгений Бунимович   | «Яблоко»              | 18 905    | 33,47     | 1         |
| Александр Музыка    | самовыдвижение        | 10 848    | 19,21     | 2         |
| Дмитрий Прохоров    | Рабочая партия России | 8 720     | 15,44     | 3         |
| Глеб Смыслов        | самовыдвижение        | 4 612     | 8,17      | 4         |
| Александр Романович | «Миллион друзей»      | 3 184     | 5,64      | 5         |
|                     | против всех           | 8 561     | 15,16     |           |

### Округ № 33
| Кандидат          | Партия                                | Результат | Результат | Результат |
| Кандидат          | Партия                                | голоса    | в %       | место     |
| ----------------- | ------------------------------------- | --------- | --------- | --------- |
| Александр Ковалёв | самовыдвижение (член «Единой России») | 15 151    | 28,69     | 1         |
| Тамара Шорина     | самовыдвижение                        | 12 893    | 24,42     | 2         |
| Александр Крутов  | КПРФ                                  | 9 822     | 18,60     | 3         |
| Юрий Зелекович    | самовыдвижение                        | 4 584     | 8,68      | 4         |
| Сергей Максимов   | самовыдвижение                        | 1 108     | 2,10      | 5         |
|                   | против всех                           | 7 295     | 13,81     |           |

### Округ № 34
| Кандидат           | Партия                                | Результат | Результат | Результат |
| Кандидат           | Партия                                | голоса    | в %       | место     |
| ------------------ | ------------------------------------- | --------- | --------- | --------- |
| Валерий Скобинов   | самовыдвижение                        | 20 207    | 32,88     | 1         |
| Александр Володин  | самовыдвижение                        | 8 451     | 13,75     | 2         |
| Галина Лескова     | самовыдвижение                        | 6 992     | 11,38     | 3         |
| Владимир Помазанов | КПРФ                                  | 6 035     | 9,82      | 4         |
| Олег Орешкин       | самовыдвижение                        | 5 556     | 9,04      | 5         |
| Евгений Прошечкин  | «Союз правых сил»                     | 3 512     | 5,71      | 6         |
| Рим Шакиров        | самовыдвижение (член «Единой России») | 1 471     | 2,39      | 7         |
|                    | против всех                           | 7 092     | 11,54     |           |

### Округ № 35
| Кандидат           | Партия         | Результат | Результат | Результат |
| Кандидат           | Партия         | голоса    | в %       | место     |
| ------------------ | -------------- | --------- | --------- | --------- |
| Зинаида Драгункина | самовыдвижение | 24 152    | 37,63     | 1         |
| Фёдор Железнов     | КПРФ           | 17 293    | 26,94     | 2         |
| Алексей Немерюк    | самовыдвижение | 9 550     | 14,88     | 3         |
|                    | против всех    | 11 063    | 17,24     |           |

## После выборов
Владимир Жириновский, лидер ЛДПР, заявил, что выборы были сфальсифицированы, и реальная явка — 14 %. В то же время заместитель спикера московского парламента Александр Крутов выступил с инициативой отменить минимальный порог явки в 25 %, однако высказал своё несогласие с мнением Жириновского и указал на то, что разговоры о низкой явке — «это великий миф, поскольку 30 % — нормальное явление».
В течение срока полномочий Мосгордумы III созыва действовали фракции «Единая Россия», коммунистическая, «Родина» и две демократических — «Яблоко — Объединённые демократы» из представителей «Яблока» и «Союза правых сил» и «Новая Москва» из представителей «Союза правых сил», Российской партии жизни и бывших независимых депутатов.